# Alfréd Wetzler
Alfréd Wetzler (pseudonym Jozef Lánik; 10. května 1918, Trnava – 8. února 1988, Bratislava) byl slovenský spisovatel, antifašista a vězeň koncentračního tábora Auschwitz-Birkenau, kterému se (spolu s Rudolfem Vrbou) podařilo utéct.

## Životopis
Narodil se roku 1918 v Trnavě v dělnické rodině. V letech 1936–1940 pracoval jako dělník v Trnavě. V roce 1941 byl za provádění sabotáží v cihelně zatčen a 4 měsíce vězněn v Bratislavě. V letech 1942–1944 byl vězněm koncentračního tábora Auschwitz-Birkenau. Do Auschwitz byl přivezen z pracovního tábora v Seredi 13. dubna 1942. Byl zaregistrován pod číslem 29 162 a další den přemístěn do Birkenau. V prvních dnech svého pobytu byl zaměstnán jako nosič mrtvol. Později pracoval na různých pozicích, mj. jako písař bloku č. 7 v táboře B Ib nebo v márnici. Při práci v komandu vykonávajícím zemní práce se seznámil s polským vězněm Pawlem Gulbou (č. 7 699), ten mu později několikrát pomohl. Od léta 1943 pracoval jako písař v baráku č. 9 v táboře B IId. Z tábora se mu podařilo 7. dubna 1944 společně s Rudolfem Vrbou utéct. V dubnu 1944 informovali o hrůzách Osvětimi židovské představitele v Žilině a sepsali 32 stran výpovědi. Ta se stala známou jako Vrbova a Wetzlerova zpráva.
V letech 1945–1950 pracoval jako redaktor, v letech 1950–1955 jako dělník v Bratislavě, v letech 1955–1970 pracoval v obchodní sféře. Od roku 1970 byl v invalidním důchodu a žil v Bratislavě, kde 8. února 1988 zemřel. Je pohřben v Bratislavě, na Ortodoxním židovském hřbitově, ul. Žižkova. 

## Ocenění
Dne 1. ledna 2007 mu prezident Slovenské republiky Ivan Gašparovič udělil státní vyznamenání Kříž Milana Rastislava Štefánika I. třídy in memoriam.

## Ve filmu
Podle autobiografického románu Alfréda Wetzlera Co Dante neviděl natočil slovenský režisér Peter Bebjak film Zpráva. Film vznikl v mezinárodní koprodukci. Alfréda Wetzlera hraje Noël Czuczor, Rudolfa Vrbu Peter Ondrejička, jedna z rolí byla svěřena britskému herci Johnu Hannahovi. Uvedení filmu v kinech bylo naplánováno na 28. ledna 2021 u příležitosti Mezinárodního dne památky obětí holocaustu. Tento film (94 minut, slovensko-česko-německá koprodukce) byl uveden do kin na Slovensku 23. září 2021 (Continental film) a v České republice 14. října 2021 (Falcon).

## Dílo
- 1945 – Oswienčim, hrobka štyroch miliónov ľudí
- 1964 – Čo Dante nevidel